# كريس أودوم
كريس أودوم (بالإنجليزية: Chris Odom)‏ هو لاعب كرة قدم أمريكية أمريكي، ولد في 16 سبتمبر 1994 في أرلينغتون في الولايات المتحدة.

## روابط خارجية
- كريس أودوم على موقع مرجع كرة القدم المحترفة.كوم (الإنجليزية)